# سمع (حيوان)
السِّمْعُ أو الكلب البري الإفريقي أو الذئب الضبع حيوان لبون لاحم من فصيلة الكلبيات و هو أكبر الكلبيات في إفريقيا والوحيد في جنس السمع الذي يتميز عن الكلبيات الأخرى بعدد أصابعه وعدد أسنانه وهو مصنف على أنه حيوان مهدد بالانقراض لا يعيش إلا في إفريقيا لا سيما في السافانا والأراضي القليلة الشجر.

## الوصف

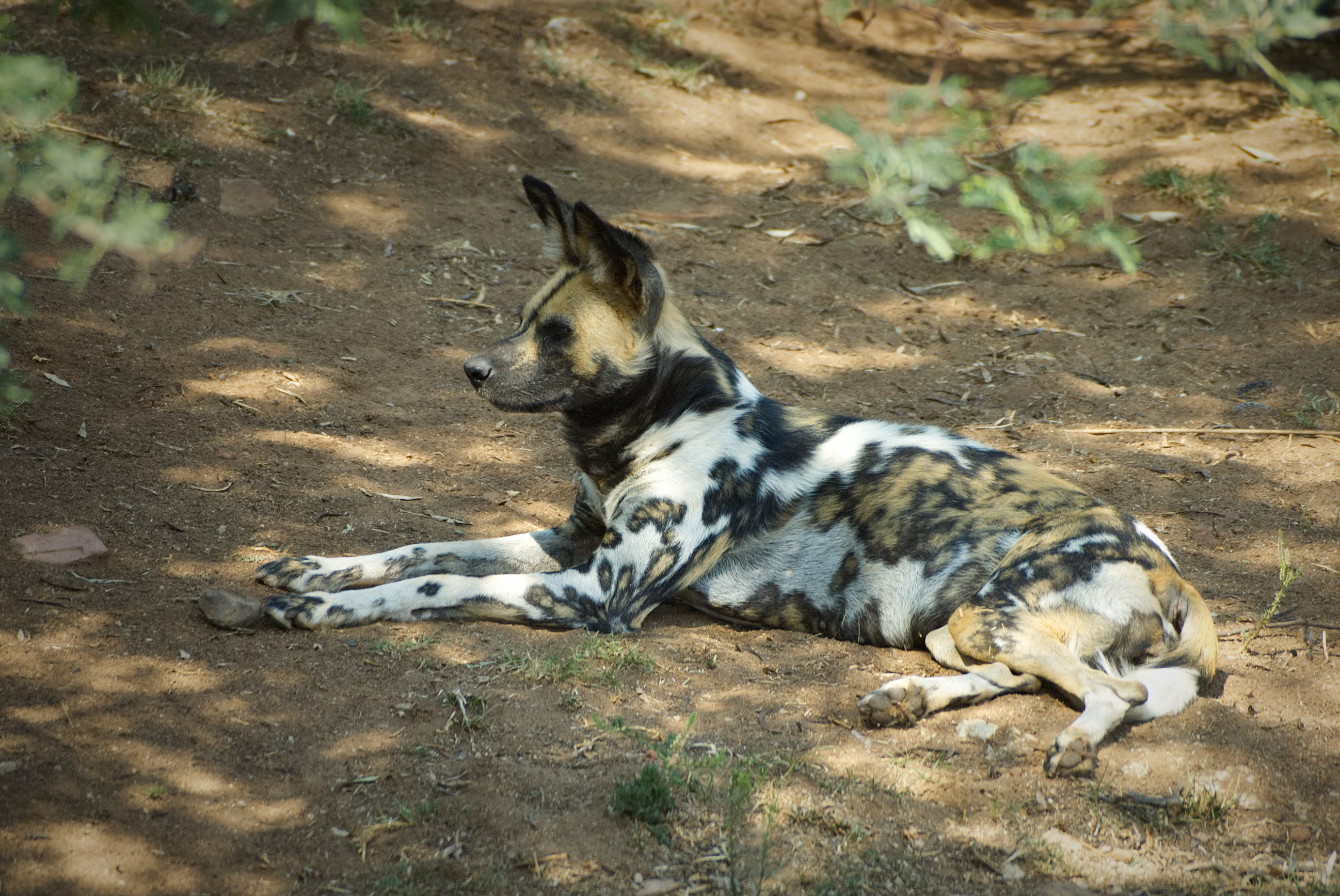
كلب بري مستلقي

إنه أكبر كلبيات إفريقيا بعد الذئب الرمادي. ينفرد السُمع عن سائر الكلبيات بأن له 4 براثن في كل قائمة (وأما سائر الكلاب فإن لها 5)، لدى هذا الكلب عضة قوية تقدر ب317 رطل(144 كجم) لكل بوصة مربعة(2.5 سم مربع)، يكون وزن أفراده البالغة بين 18 و36 كيلوغراماً وطوله 92 سم.
وجه الكلب البري الإفريقي أسود و لون بقية جسمه عبارة عن بقع لونها أصفر الباهت و أسود و لون أبيض عادة على شكل بقع في القوائم و البطن و الذيل و في بقية الجسد أحيانا , عيناه ذات لون بني داكن و أذناه سوداوان و كبيرتان.

## الغذاء و الصيد

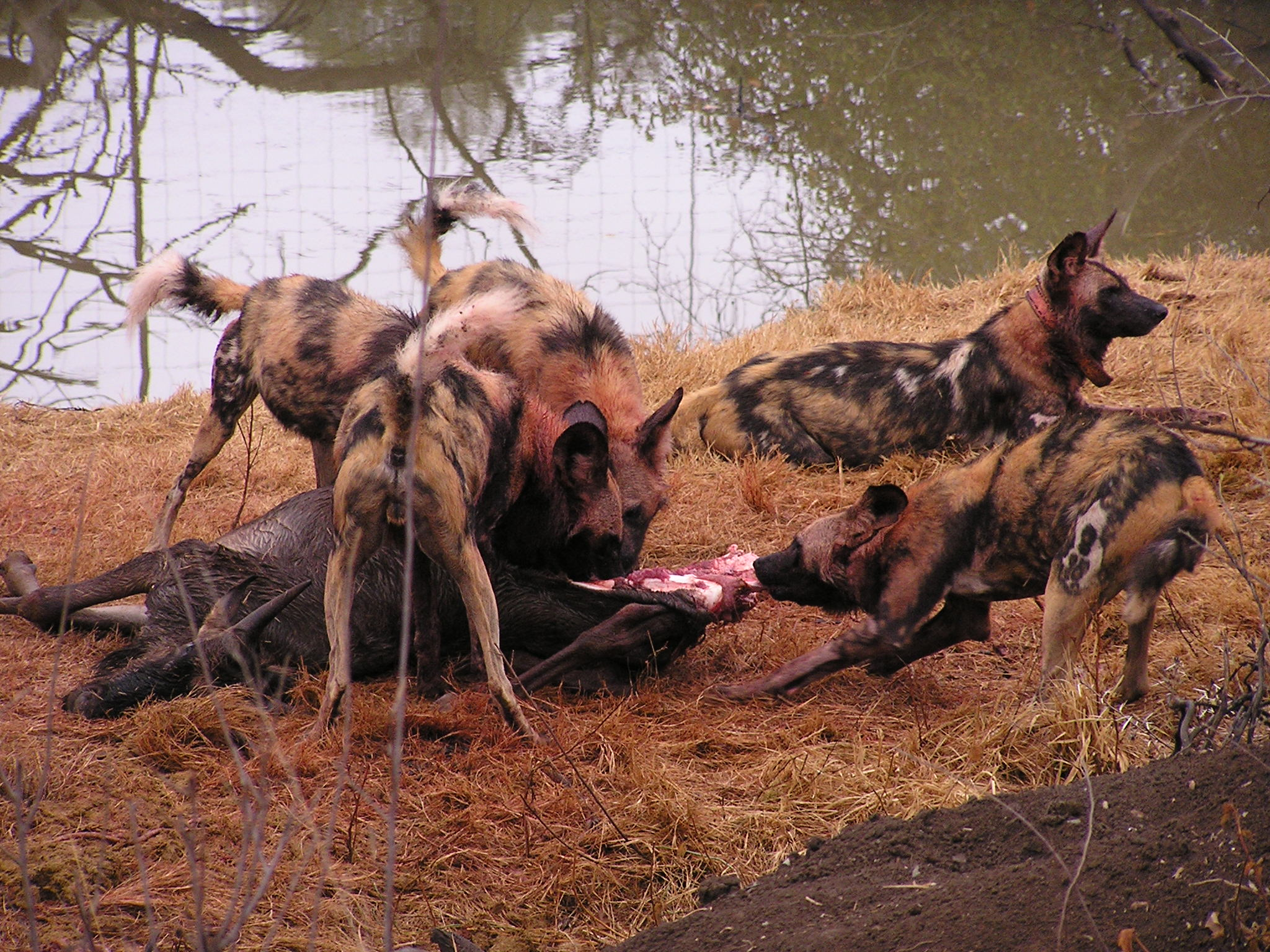
قطيع من الكلاب البرية يأكل فريسته

يتميز الكلب البري الإفريقي بسرعة 60 كيلومتر في الساعة وقدرة تحمل لمسافات طويلة بسرعة عالية وكل هذا يجعله أكثر المفترسات نجاحاً بالصيد في إفريقيا ويأكل الحيوانات مثل: النو والظباء والغزلان ودجاج حبشي والأرانب وغيرها، ولكن رغم نجاحه في الصيد إلا أنه يتعرض للسرقة كثيرا من طرف مفترسات أكبر منه مثل: الضباع المرقطة والأسود وهذا يضطرها لأكل الفريسة بسرعة كبيرة وحتى وهي على قيد الحياة.

## السلوك

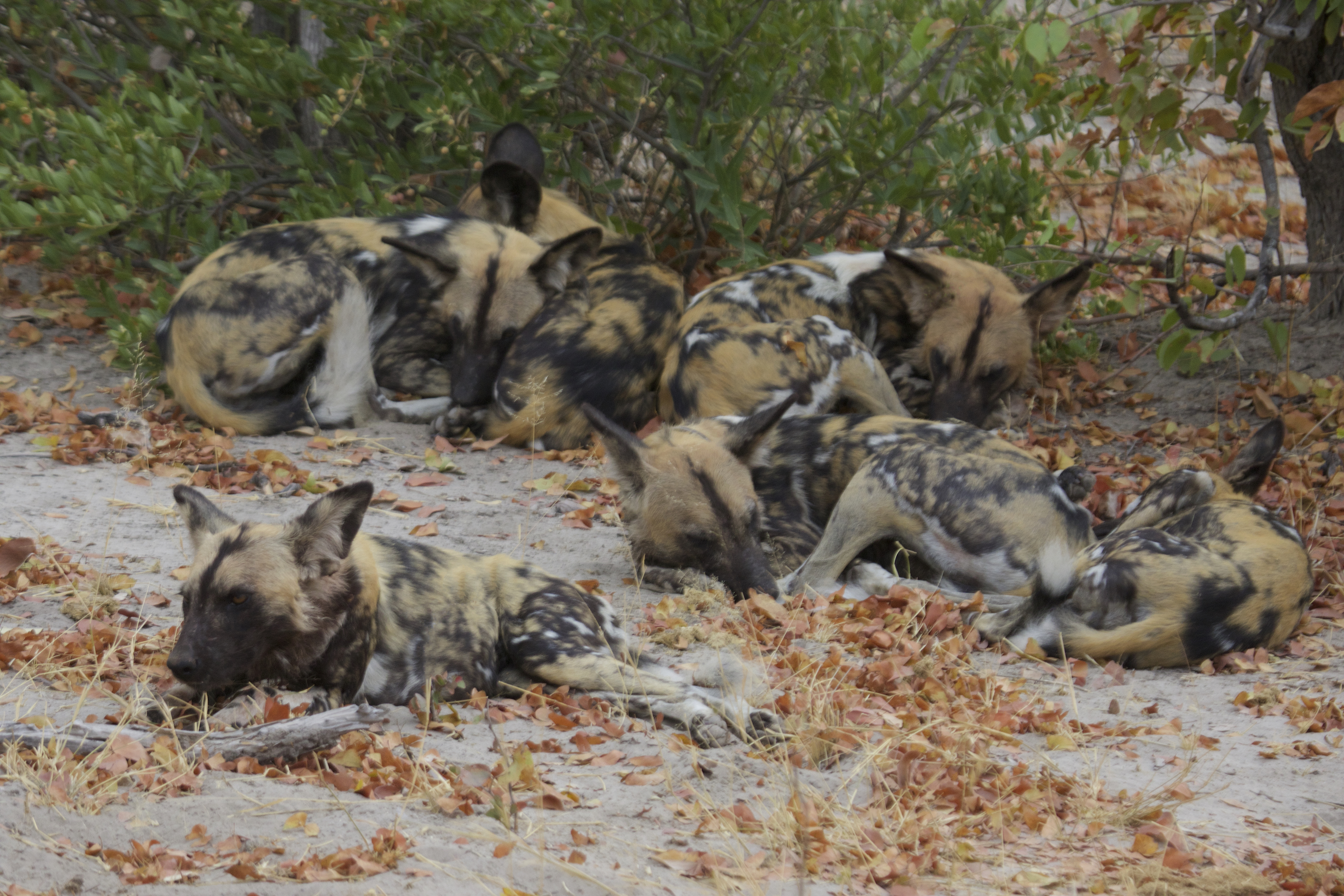
الكلاب البرية الإفريقية حيوانات إجتماعية جداً

تعتبر هذه الكلاب حيوانات إجتماعية حيث تعيش قطعان مثل الذئاب و عدد أفراد القطيع يكون عادة ما بين 8 إلى 25 فردا و لكن هناك قطعان فيها أكثر من 40 فرداً، يكون القطيع تحت سيطرة الزوجين المهيمنين أي أنهما الوحيدان الذي لديهما حق إنجاب الجراء و يكونان أول من يأكل عند الصيد.

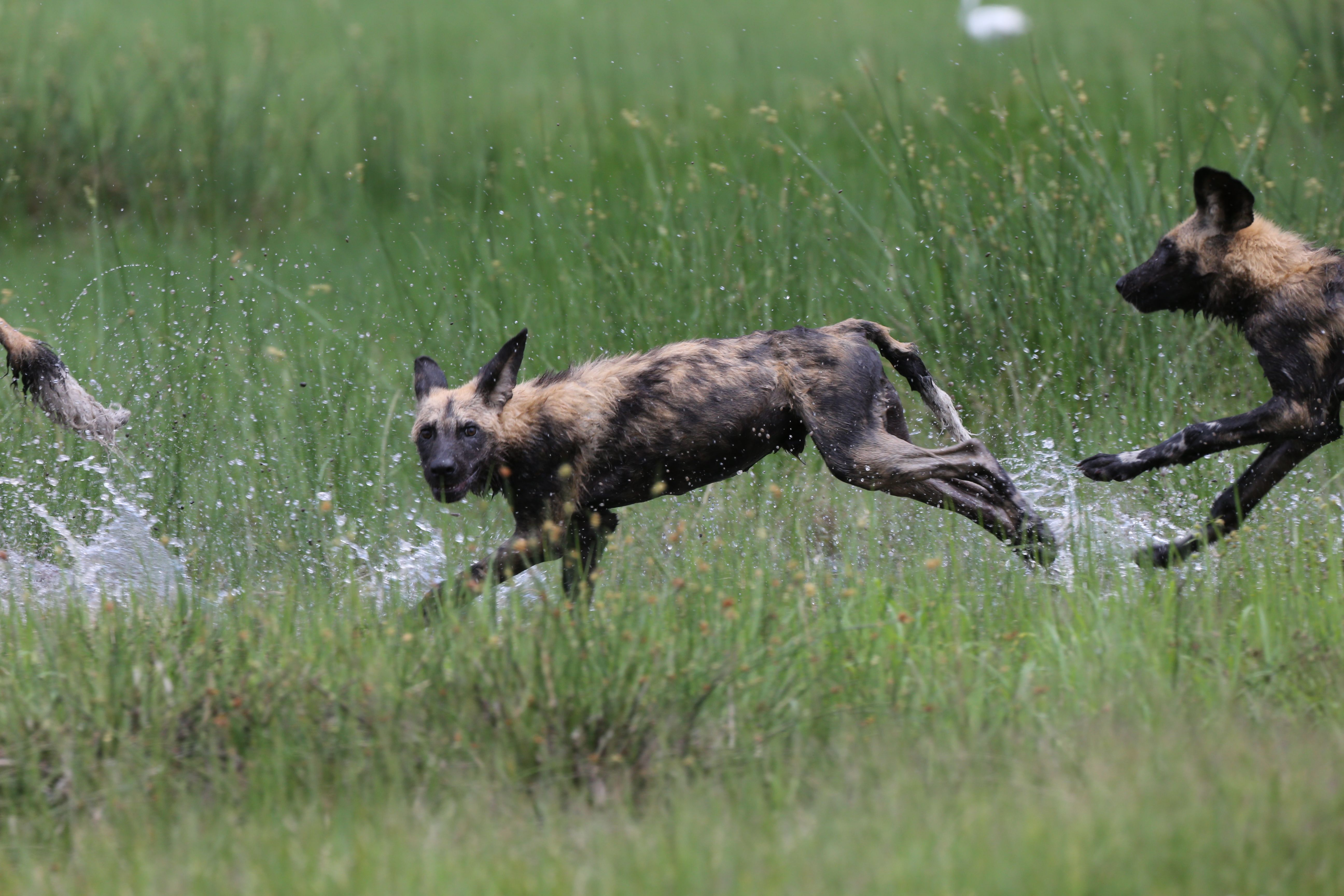
بعض الكلاب البرية و هي تلعب

هذه الكلاب متعاونة جداً فيما بينها فهي تحضر الطعام للأفراد المصابين وتساعد الزوجين المهيمنين في رعاية الجراء ويمكن رؤية أفراد القطيع و هم يلعبون أحياناً. ولكنها مدافعة شرسة عن أراضيها أيضا ففي حالة وجود كلب من قطيع أخر في أراضيها فهي ستتعامل معه بعدوانية وستقتله إذا أتيحت لها الفرصة لذالك وأحياناً تحدث مشاجرات بين القطعان من أجل الأراضي.

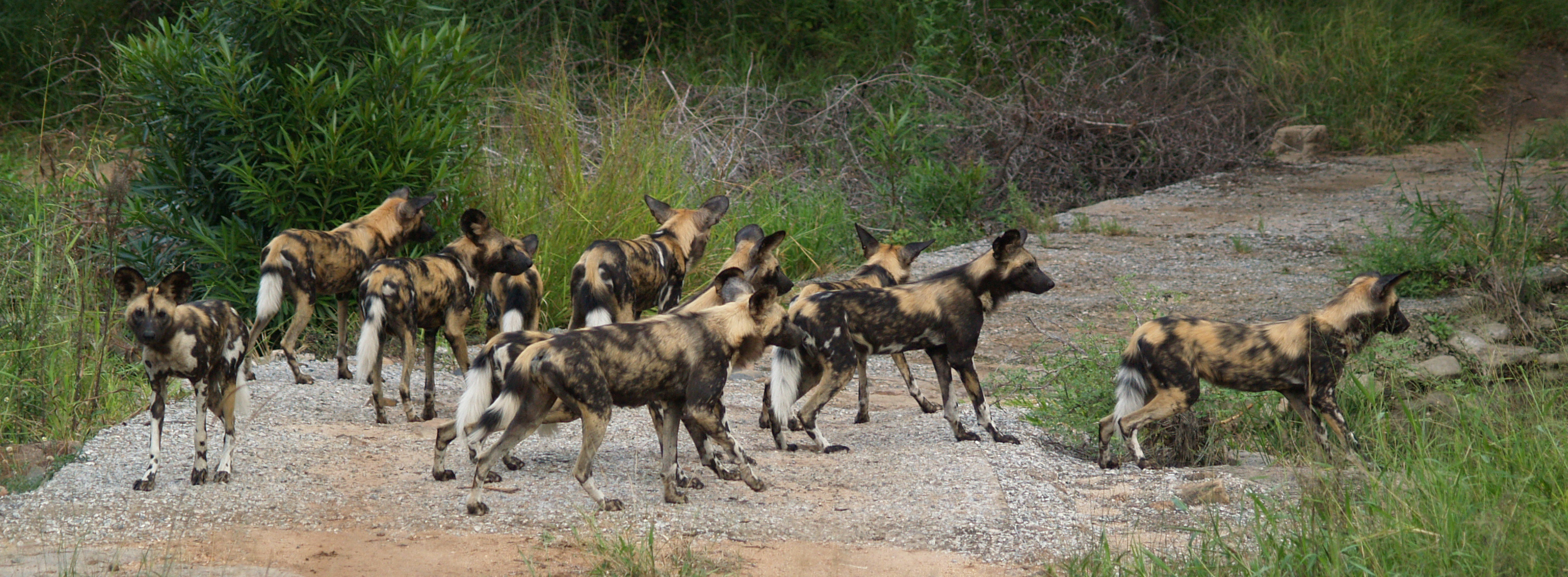
قطيع من الكلاب البرية في متنزه كروغر الوطني في جنوب إفريقيا

تقدر أعمار هذه الكلاب من 6 إلى 12 في البرية وقد تعيش 16 سنة في الأسر.

## التكاثر و التوالد

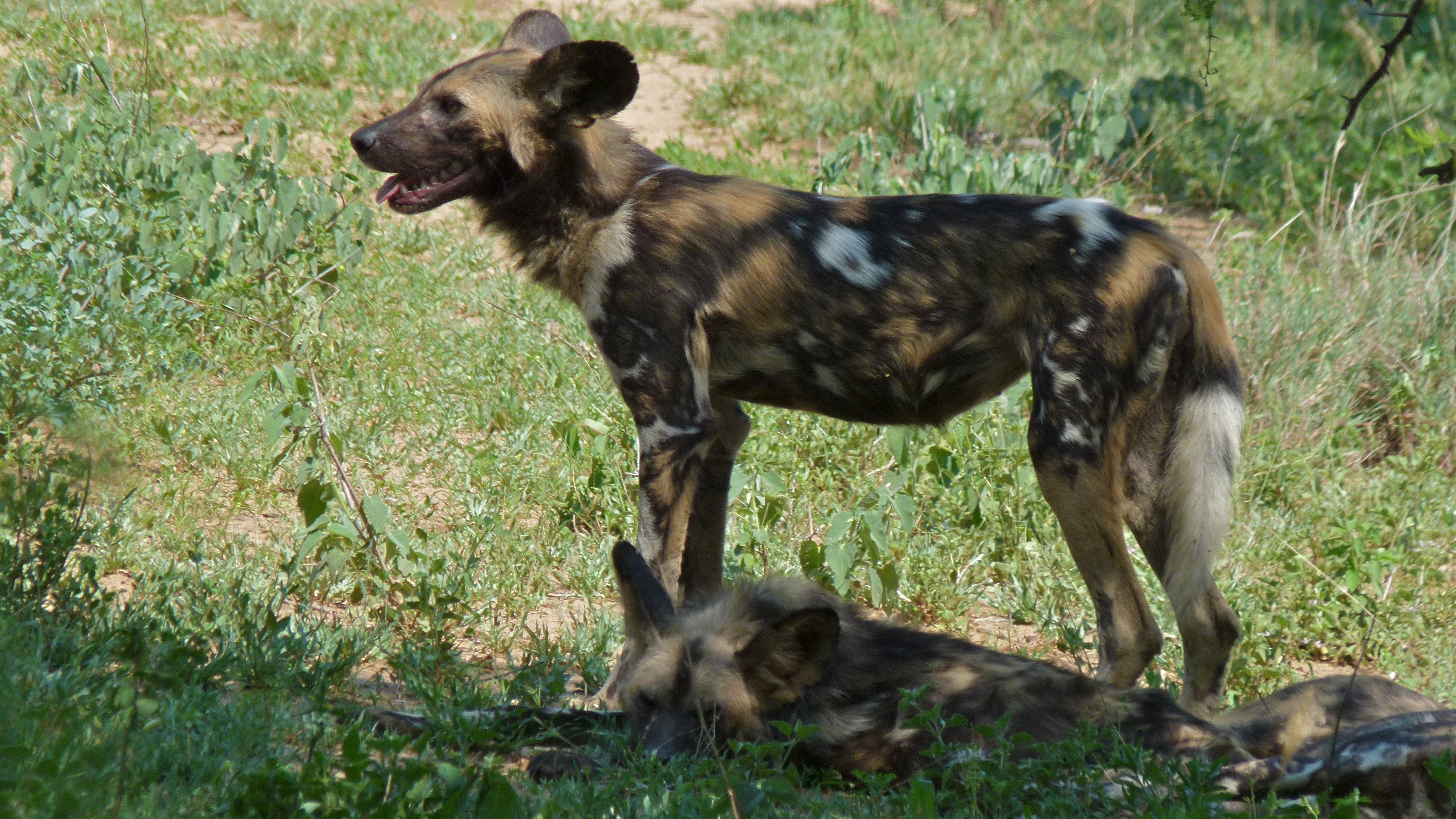
كلبان بريان إفريقيان

تضع أنثى من 6 إلى 15 جروا بعد فترة حمل تدوم 73 يوماً. تساهم المجموعة كلها بإطعام الجراء الصغيرة حيث تأكل و عندما تعود إلى الجحر تتقيأ لحم شبه مهضوم للجراء وهذا لكي يكون أكل اللحم سهلاً ويبقى الصغار مع الكبار حتى يشتد عودهم، رغم كل هذا تتعرض الكثير من الجراء للقتل من طرف الأسود والضباع وهذا للتخلص من منافسيها.